# ESC Geestemünde
Der ESC Geestemünde ist ein Sportverein aus dem Bremerhavener Stadtteil Geestemünde. Die erste Fußballmannschaft schaffte 2015 den Aufstieg in die Bremen-Liga.

## Geschichte
Bereits im Mai 2012 diskutierten die Vereine FT Geestemünde, Geestemünder SC, Geestemünder TV und ESV Bremerhaven über eine Fusion. Der angedachte SV Bürgerpark kam allerdings nicht zustande. Schließlich schlossen im Sommer 2014 die FT Geestemünde, der ESV Bremerhaven und der SC Schiffdorferdamm ihre Fußball-Abteilungen zum ESC Geestemünde zusammen. Zum 1. Januar 2015 nahm die FT Geestemünde den ESV Bremerhaven auf und sie führten eine Namensänderung zum ESC Geestemünde durch. Der SC Schiffdorferdamm führte den Zusammenschluss bis zum 30. Juni 2015 fort und trennte sich dann von der Sparte Fußball.
Zur Saison 2015/16 schloss sich die Fußball-Abteilung mit der Abteilung vom Geestemünder SC zusammen, damit verstärkte
die ESC Geestemünde ihre Fußball-Abteilung erheblich. Erfolgreichster Stammverein war die FT Geestemünde. Dessen Männermannschaft nahm einmal am DFB-Pokal teil, während die Frauenmannschaft dreimal am DFB-Pokal der Frauen teilnahm.
Der neue Verein übernahm den Platz der FT Geestemünde in der Landesliga Bremen. Am letzten Spieltag schaffte die Mannschaft durch einen 8:4-Sieg bei OT Bremen den Aufstieg in die Bremen-Liga.